# Institut hongrois de géologie et de géophysique
L'Institut hongrois de géologie et de géophysique (en hongrois : Magyar Földtani és Geofizikai Intézet, MFGI), avant le 1er avril 2012, Institut d'État hongrois de géologie (en hongrois : Magyar Állami Földtani Intézet, MÁFI), est l'un des plus anciens instituts scientifiques de Hongrie.
Fondé en 1869 comme Institut royal hongrois de géologie (Magyar Királyi Földtani Intézet), son bâtiment principal, situé dans le 14e arrondissement de Budapest, a été conçu selon les plans d'Ödön Lechner dans un style Sécession hongroise : inauguré le 1er octobre 1899, il a été construit spécifiquement pour la géologie hongroise.
Ce site est desservi par la station Puskás Ferenc Stadion :    75 77.

## Galerie

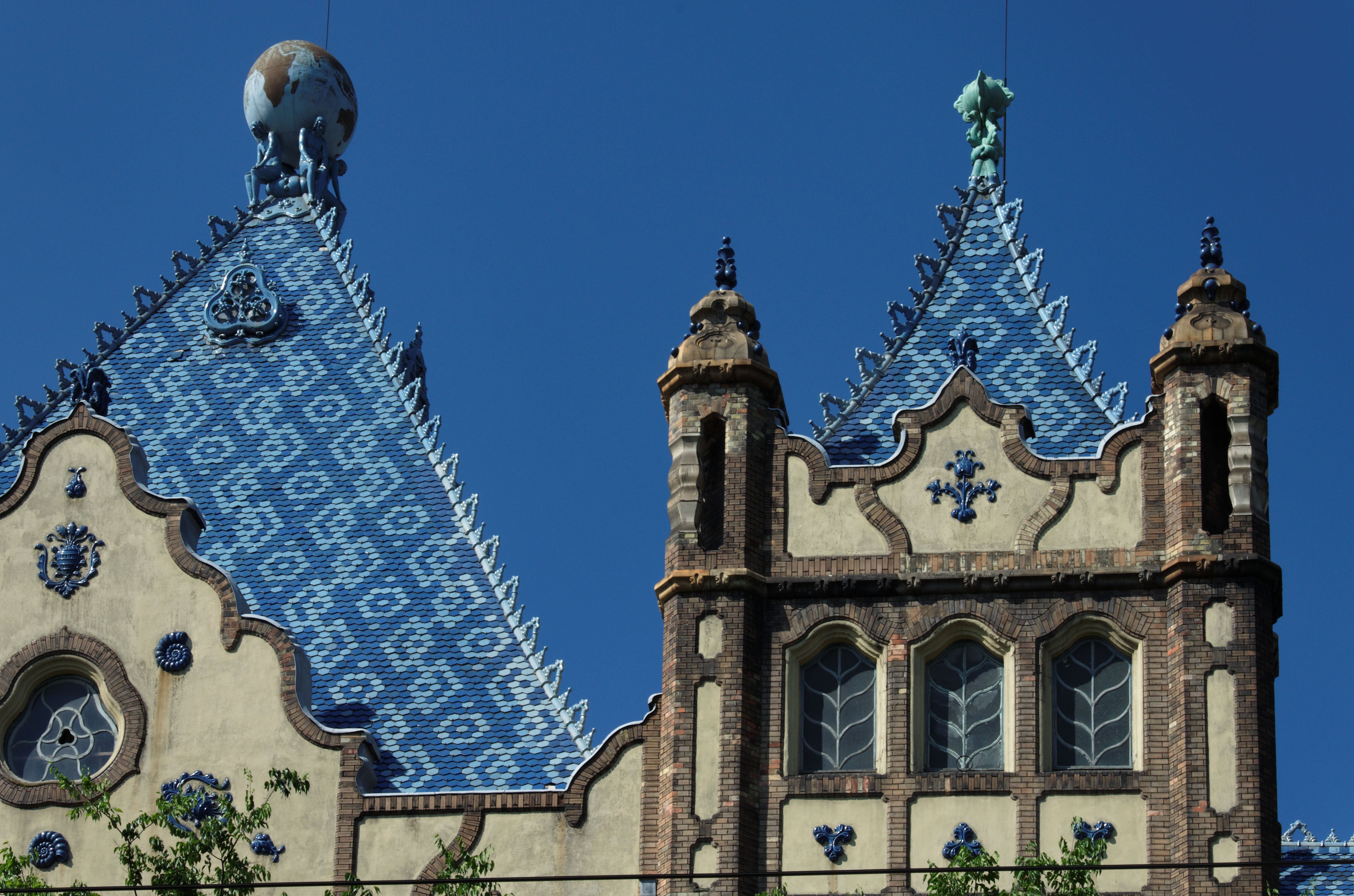
Détail de la façade principale
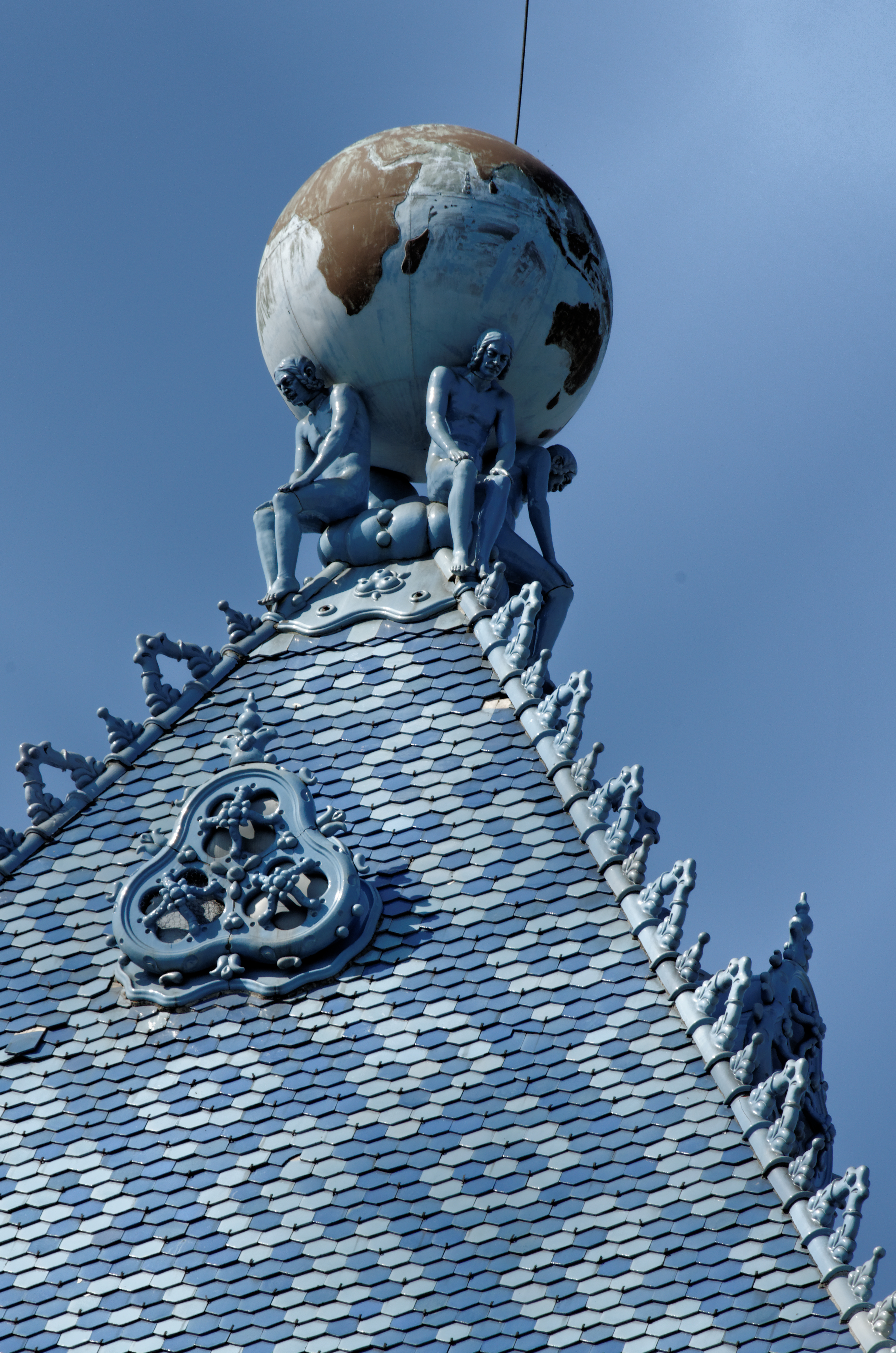
Couverture en tuiles vernissées et ornements en céramique bleue de Zsolnay. Au sommet de l'édifice, quatre silhouettes humaines ploient sous le poids du monde
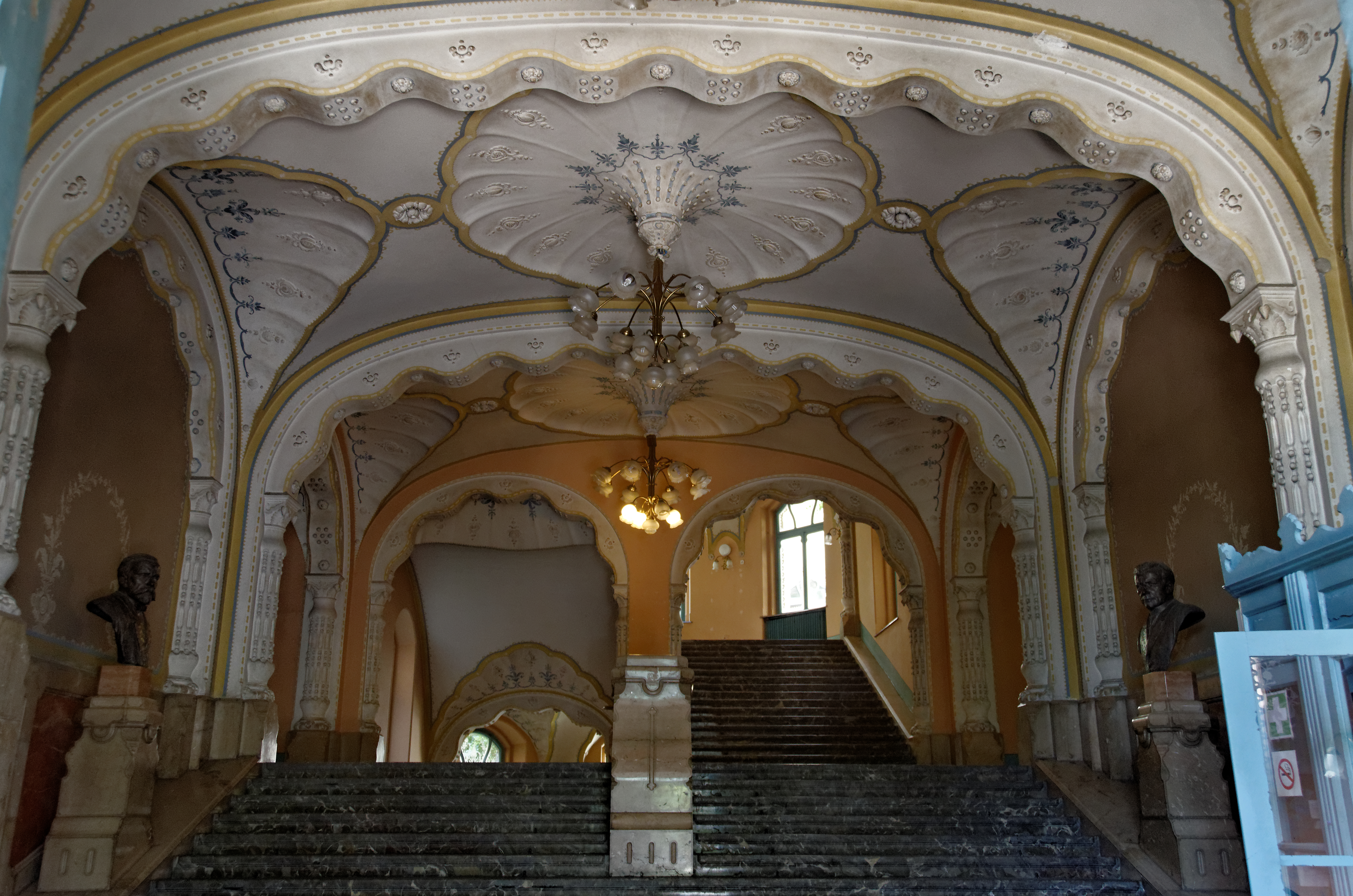
Hall d'entrée. À droite, buste de Lóczy Lajos ; à gauche, buste de Hantken Miksa (de)
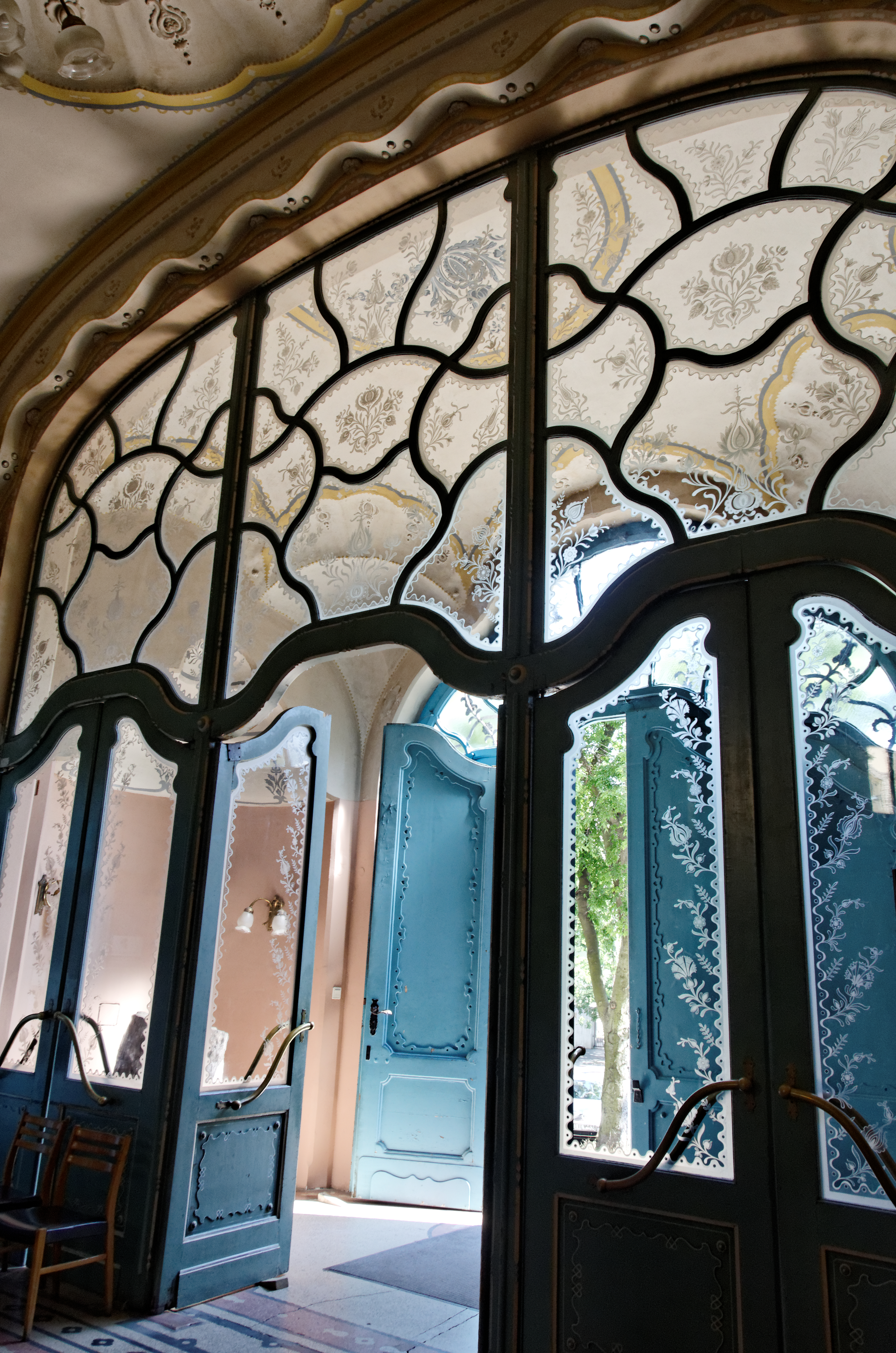
Entrée principale. Décor Art nouveau